# Parasabella media
Parasabella media är en ringmaskart som beskrevs av Bush 1905. Parasabella media ingår i släktet Parasabella och familjen Sabellidae. Inga underarter finns listade i Catalogue of Life.